# الكاشير
الكاشير هي نقانق جزائرية محضرة بشكل رئيسي من لحم البقر او الدجاج .

## أصل الكلمة والأصل
هذه النقانق تتواجد اساسا في المطبخ الجزائري, و تحمل اسم الكاشير الذي يأتي من مصطلح كشروت العبرية والذي يعني "صالحة للاستهلاك ".
يعود أصل الطبق الى فترة الاستعمار الفرنسي في الجزائر ، حيث كان اليهود والمسلمون الجزائريون يستهلكون هده النقانق في مكان النقانق المصنوعة من لحم الخنزير المستورد إلى الجزائر المستهلكة من طرف المستعمرين الفرنسيين أو الإسبان،.

## وصف
هذه النقانق التقليدية، التي تتميز بتشابهها مع النقانق الأوروبية، مصنوعة من لحم البقر أو الدجاج و غالبًا ما يتم استخدامها فيالسندويشات  أو حشو الفطائر.